# NGC 3601
NGC 3601 is een spiraalvormig sterrenstelsel in het sterrenbeeld Leeuw. Het hemelobject werd op 22 maart 1865 ontdekt door de Duitse astronoom Albert Marth.

## Synoniemen
- UGC 6282
- MCG 1-29-24
- ZWG 39.91
- ARAK 284
- IRAS 11129+0523
- PGC 34335